# Denarius

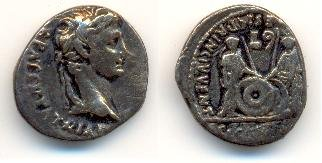
Denarius van keizer Augustus (geslagen 4 n.Chr.)

De denarius (meervoud: denarii) of denarie (meervoud: denariën) is een zilveren munt, een van de meest gangbare munten in het Romeinse Rijk, vooral ten tijde van de Romeinse Republiek en de eerste twee en een halve eeuw van het Romeinse keizerrijk. De naam denarius leeft nog voort in dinar, de munteenheid die in verschillende Arabische landen wordt gebruikt, en in dinero, het Spaanse woord voor geld. Ook de oude Franse munteenheid denier is van denarius afgeleid. Prijzen in Engeland werden tot de invoering van het decimaal systeem uitgedrukt in L/s/d, voor resp. pond, shilling en penny, waarbij de afkorting L van Libra (Latijn) voor pond en d voor penny van denarius afkomstig is.
De munt staat ook bekend als zilverling en is bekend onder die naam omdat Jezus Christus door Judas Iskariot werd verraden voor 30 zilverlingen.

## Ten tijde van het Romeinse rijk

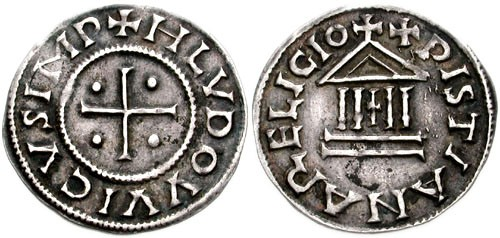
Een penning of denier van Lodewijk de Vrome

De munt werd waarschijnlijk rond 211 v.Chr. ingevoerd, tijdens de tweede Punische Oorlog ten tijde van de Romeinse Republiek. Het woord denarius komt van denarius nummus, wat munteenheid van tien  betekent, want zijn waarde was aanvankelijk 10 as. Dat kwam overeen met ruim een halve kilo brons (540 g). Aangezien de waarde van brons tot zilver zich in die tijd verhielden als 1:120, woog de denarius 4,5 g. Rond 140 v.Chr. was het zilver relatief veel meer waard geworden en de denarius werd gerevalueerd tot 16 as in plaats van 10. De nieuwe denariën werden op de voorzijde voorzien van het teken X als monogram voor XVI.
Over de decennia verloor de denarius geleidelijk aan gewicht en tijdens Commodus woog hij nog maar 3 tot 3,2 g. Het zilvergehalte fluctueerde aanzienlijk maar nam over het geheel genomen sterk af. Rond het begin van de derde eeuw (tijdens de regeerperiode van Caracalla) werd de Antoninianus geïntroduceerd en geleidelijk werd de denarius verdrongen als belangrijkste munt. Na 250 werd de munt zelden meer gebruikt en na de geldhervorming van Diocletianus werd hij afgeschaft.

## Na de Romeinen
Het Franse woord "denier" en het Servische "dinar" zijn afgeleiden, ook in de muntslag. Tot in de moderne tijd zijn er munten geslagen met deze aanduidingen. Het bekendst zijn de Franse feodale en royale deniers, in de hoge middeleeuwen de standaard munteenheid op het Europese vasteland.

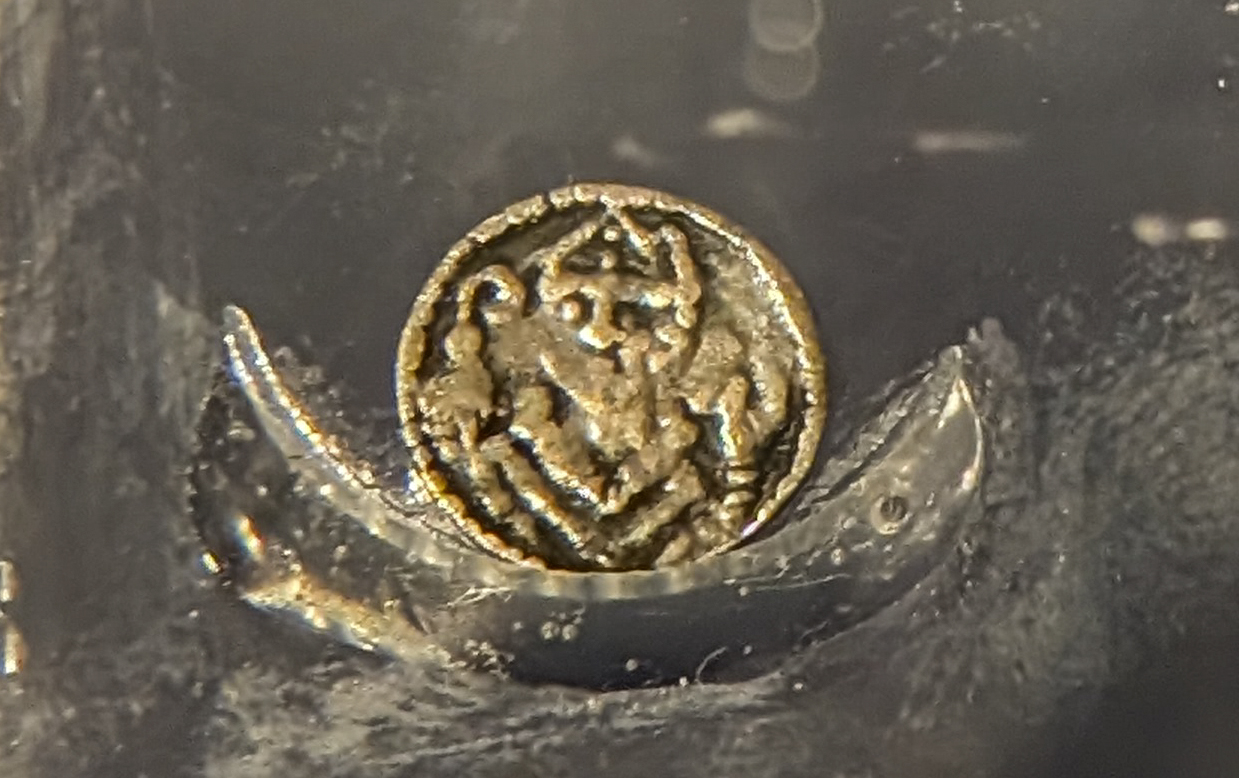
Denier van Oostende (13e eeuw)

Tot de eerste navolgers behoren de Karolingers. Hiernaast is een denier afgebeeld, geslagen tussen 834 en 850. Deze munten zijn zeer zeldzaam. Na de val van het Romeinse Rijk keerde aanvankelijk de ruilhandel terug. Daarna begonnen de Merovingen met het slaan van zeer klein zilver (de Sceatta, spreek uit: sjetta). De denarius als zilveren eenheidsmunt werd opnieuw ingevoerd door Karel de Grote.
In de eeuwen daarop bleef de zilveren denarius – die in Germaanstalige gebieden veelal penning werd genoemd – de standaardmunt in West-Europa. Toen in de 12e en 13e eeuw vanwege zilverschaarste muntverzwakking dreigde, loste men dat op door de muntjes steeds kleiner te maken in plaats van zoals later gebruikelijk het zilvergehalte te verlagen. In de 14e eeuw maakte de erg klein geworden penning plaats voor groter zilvergeld, waaronder de groot.

## Waarde
In het Nieuwe Testament wordt in Matteüs 20:2 een denarie genoemd als het dagloon voor een gewone arbeider. Volgens Openbaring 6:6 kon men voor een denarie een choinix (ruim een liter) tarwe of drie choinix gerst kopen.